# Паевка
Паевка (укр. Паївка) — село в Гримайловской поселковой общине Чортковского района Тернопольской области Украины.
До 2020 года входило в Гусятинский район.
Код КОАТУУ — 6121681404. Население по переписи 2001 года составляло 497 человек.

## Географическое положение
Село Паевка находится на расстоянии в 0,5 км от села Зелёное.
Рядом проходит автомобильная дорога Т-0903.

## История
- 1460 год — дата основания.

## Объекты социальной сферы
- Клуб.
- Фельдшерско-акушерский пункт.

## Достопримечательности
- Братская могила советских воинов.